# Nyodes vitanvali
Nyodes vitanvali là một loài bướm đêm trong họ Noctuidae.